# 로드아일랜드 전투

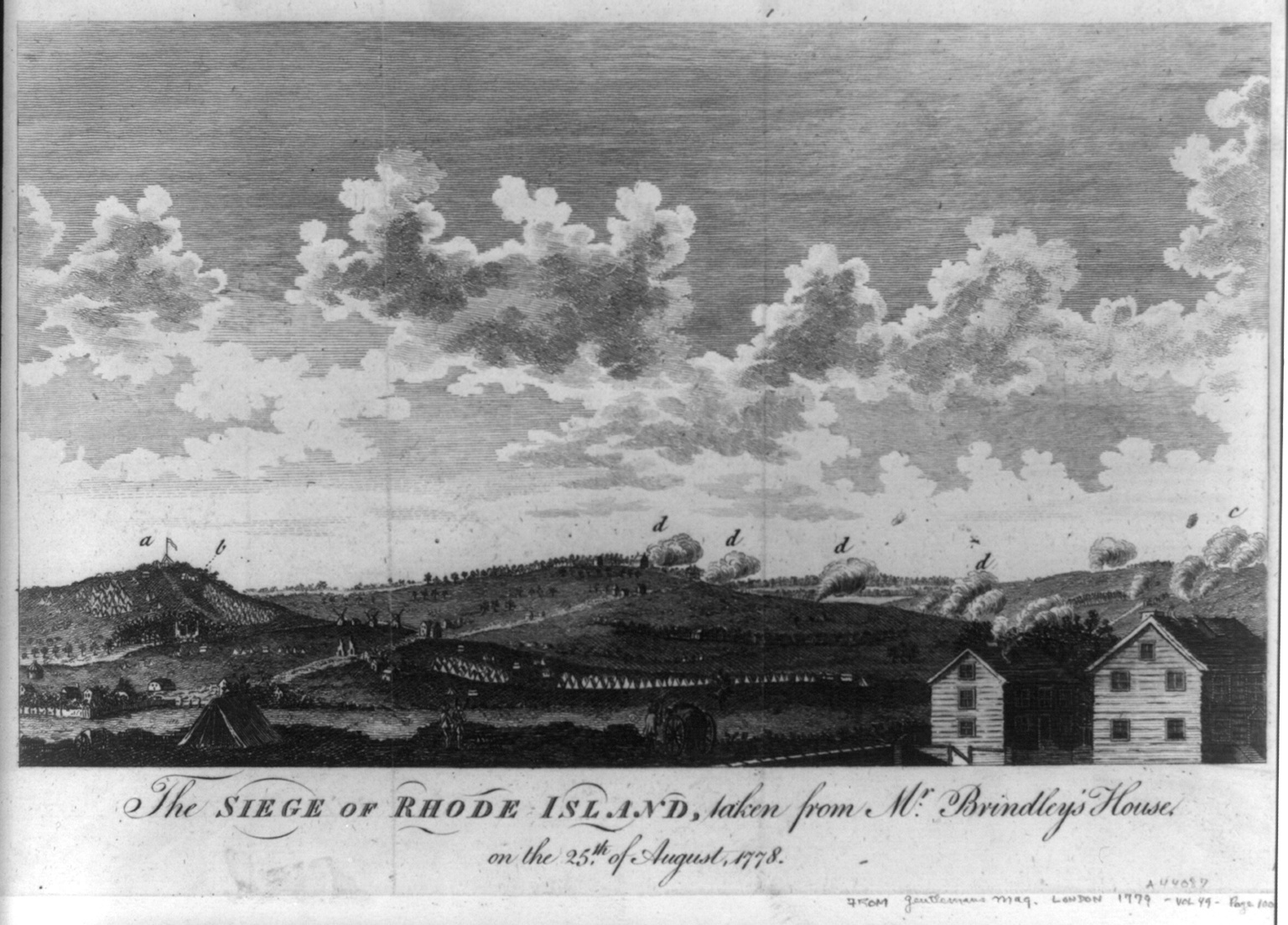

로드아일랜드 전투(Battle of Rhode Island, 또는 퀘이커힐 전투, Battle of Quaker Hill)는 미국 독립 전쟁의 중반에 해당하는 1778년 8월 29일, 존 설리번 장군이 지휘하는 대륙군이 영국군으로부터 로드아일랜드 탈환을 시도한 전투이다. 전투는 끝나지 않았지만, 대륙군은 이 섬을 점령하여 미국과 프랑스 함선의 항해를 위해 내러갠셋만을 확보한다는 목표를 포기해야 했다. ‘로드아일랜드섬’은 행정구역 로드아일랜드주와 구별하기 위해, 현재는 ‘아퀴드넥섬’이라고 불린다.

## 배경
독립전쟁 초반 여러곳에서 패배한 영국은 1778년 여름, 대규모 파병을 결정한다. 클린턴중장의 지휘하에 32,000 명의 영국군과 독일 용병은 뉴욕을 향해 공격을 개시한다.
32,000명은 육군만 계산한 것으로, 함대병력은 이에 2배나 된다.
지키는 미국군은 고작 15,000 명. 영국은 로드 섬을 먼저 공략한다. 우세한 화력등을 지원받아 결국 859명의 손실을 내며 뉴욕전역을 탈환한다. 미국 대륙군은 약 1687명의 손실을 입으며 퇴각한다.

## 유산
로드아일랜드의 전쟁터는 1974년 국립 역사 유적지로 지정되었다. 부분적으로 지정되어 있다.

## 같이 보기
- 미국 독립 전쟁